# 달성고등학교
달성고등학교(達城高等學校)는 대한민국 대구광역시 서구 내당동에 있는 공립 고등학교이다.

## 학교 연혁
- 1972년 12월 26일 : 달성고등학교 설립인가(15학급)
- 1973년 3월 5일 : 성서중에서 입학식 거행(초대 교장 김용갑)
- 1973년 5월 8일 : 개교식 거행
- 1974년 3월 1일 : 신축교사로 이전
- 1976년 1월 8일 : 제1회 졸업식 거행
- 1983년 6월 25일 : 강당 및 특별 교실 준공(연건평 751.5m2)
- 1991년 10월 23일 : 후관 9개 교실 증축(특별 교실, 도서실 등)
- 1998년 8월 17일 : 사격장 준공
- 1999년 1월 9일 : 학생 급식 시설 준공
- 1999년 9월 22일 : 학교 운동부 합숙소 및 동창회 사무실 신축(276.39m2)
- 2003년 2월 18일 : 신관교실 증축 준공(소교실 4실, 보통교실 8실)
- 2010년 9월 8일 : 교과부 자율형 공립고등학교 선정
- 2015년 10월 5일 : 자율형 공립고 재지정(2016.3.1~2021.2.28)
- 2019년 3월 1일 : 제17대 모갑종 교장 취임
- 2022년 2월 9일 : 제47회 졸업식(졸업생 354명, 총 졸업생 수 27,453명)
- 2022년 3월 2일 : 2022학년도 입학(241명)
- 2023년 3월 1일: 제18대 길호욱 교장 취임
- 2023년 3월2일: 2023학년도 입학(297명)

길호욱 교장 취임

## 참고 자료
- 달성고등학교 - 한국교육학술정보원 학교알리미